# Dylan Cooper
Dylan Cooper (* 30. Juni 1979 in Canberra) ist ein australischer Mountainbikefahrer.
Dylan Cooper gewann bei den Oceania Games 2007 im australischen Thredbo in New South Wales die Silbermedaille in der Eliteklasse im Cross Country-Rennen auf dem Mountainbike hinter seinem Landsmann Chris Jongewaard und vor Sid Taberlay. Ende der Saison 2008 fuhr er ab Oktober für drei Monate für ein chinesisches Continental Team, das Trek Marco Polo Cycling Team.

## Teams
- 2008 Trek-Marco Polo (ab 01.10.)